# Abbaye de Metten
L'abbaye de Metten est une abbaye bénédictine située dans le diocèse de Ratisbonne en Allemagne. Elle appartient depuis 1858 à la congrégation bénédictine de Bavière et fut la première après la refondation de l'Ordre en Bavière et mère de plusieurs autres abbayes.
Metten se trouve à la limite de la forêt de Bavière et de la vallée du Danube, près de Deggendorf. L'abbaye comprend un Gymnasium (équivalent de notre lycée) avec un internat (le lycée-pensionnat Saint-Michel de Metten) fondé par le roi Louis Ier de Bavière en 1830, et s'occupe en plus de diverses activités : reliure, serrurerie, charcuterie, blanchisserie, atelier d'électricité, jardinerie, édition de livres pieux et de livres d'histoire. Elle édite un périodique depuis soixante-quinze ans Alt und Junge Metten (Vieux et jeune Metten). L'école organise des échanges linguistiques avec les élèves du pensionnat de Passy-Buzenval à Rueil-Malmaison, près de Paris, et les élèves du Centre Madeleine-Daniélou (ex-Sainte-Marie-de-Passy de Rueil-Malmaison).

## Histoire
L'abbaye est l'une des plus anciennes de Bavière, puisqu'elle fut fondée en 766 par le bienheureux Gamelbert, prêtre à Michaelsburg, village appartenant aujourd'hui à la commune de Stephansposching en Basse-Bavière, et placée sous la protection du duc Tassilon III de Bavière. Les premiers moines vinrent de l'abbaye de Reichenau située sur le lac de Constance et son premier abbé fut le bienheureux Utto de Metten (de), natif de Milan et disciple de Gamelbert. Charlemagne donne à l'abbaye le privilège de l'immunité en 792 et Louis le Pieux lui offre divers avantages et protections en 837. Son fils Louis le Germanique, confirme ses privilèges, ainsi que celui de la liberté de l'élection de l'abbé. Dès le début, les moines défrichent et colonisent la forêt bavaroise.
Durant des siècles, sous la protection des souverains de Bavière, l'abbaye forme des philosophes et théologiens réputés, dont certains enseignent à l'Académie de Bavière à Munich, ou bien à Salzbourg ou en Bohême.
Cependant l'abbaye est sécularisée en 1803, comme toutes celles de Bavière, et les moines sont expulsés. Elle est vendue aux enchères. Johann von Pronath (de), châtelain d'Offenberg, s'en porte acquéreur quelques années plus tard et persuade le roi Louis d'y ouvrir une école selon la tradition bénédictine. Après des années de difficultés, Metten est à nouveau érigée en abbaye en 1840 et connaît des heures florissantes sous l'abbatiat (1840-1856) de l'abbé Scherr, futur archevêque de Munich.
La bibliothèque de l'abbaye construite dans l'aile orientale est un joyau de l'architecture baroque et comporte plus de 200 000 ouvrages et manuscrits. Construite entre 1720 et 1722, ses stucs sont l'œuvre de Franz Josef Holzinger et les fresques murales d'Innozenz Anton Warathy (de).
Metten refonde l'abbaye de Scheyern en 1838, l'abbaye de Weltenbourg en 1842, l'abbaye d'Andechs en 1846, l'abbaye Saint-Boniface de Munich en 1850, l'abbaye de Niederaltaich en 1918.
Le P. Boniface Wimmer fut envoyé en juillet 1846 aux États-Unis, où il fonda quelques mois plus tard la première abbaye bénédictine du pays en Pennsylvanie, l'abbaye Saint-Vincent de Latrobe à Latrobe, près de Pittsburgh et qui est aujourd'hui la plus grande communauté bénédictine du monde.
Le Gymnasium de l'abbaye est fermé par les autorités nationales-socialistes en 1939, le noviciat et le séminaire son également fermés. Le père-abbé Corbinian Hofmeister est arrêté en 1943, puis déporté au camp de concentration de Dachau.
Un de ses moines, Dom Edmund Beck (1902-1991), fut un éminent patrologue spécialiste des écrits de saint Éphrem.

## Église abbatiale
L'église vouée à saint Michel a des fondations remontant aux VIIIe – XIIIe siècles, lorsqu'elle fut reconstruite après un incendie, et consacrée en 1264 par l'évêque de Ratisbonne. Sous l'abbé Petrus II (1446-1459), l'église est reconstruite en style gothique et sous l'abbé Oswald Ier Mayr (1496-1515), on y ajoute vingt autels latéraux. L'abbé Johannes III Nablas fait installer les grandes orgues en 1604 (nouvel orgue en 1989) et l'abbé Maurus Lauter le maître-autel baroque au milieu du chœur. Les tours surmontées du fameux bulbe bavarois sont reconstruites en 1681.
L'intérieur de l'église est décoré en style baroque en 1712 et le célèbre Côme-Damien Asam est l'auteur du tableau de l'autel de la chapelle latérale de Notre-Dame du Rosaire.

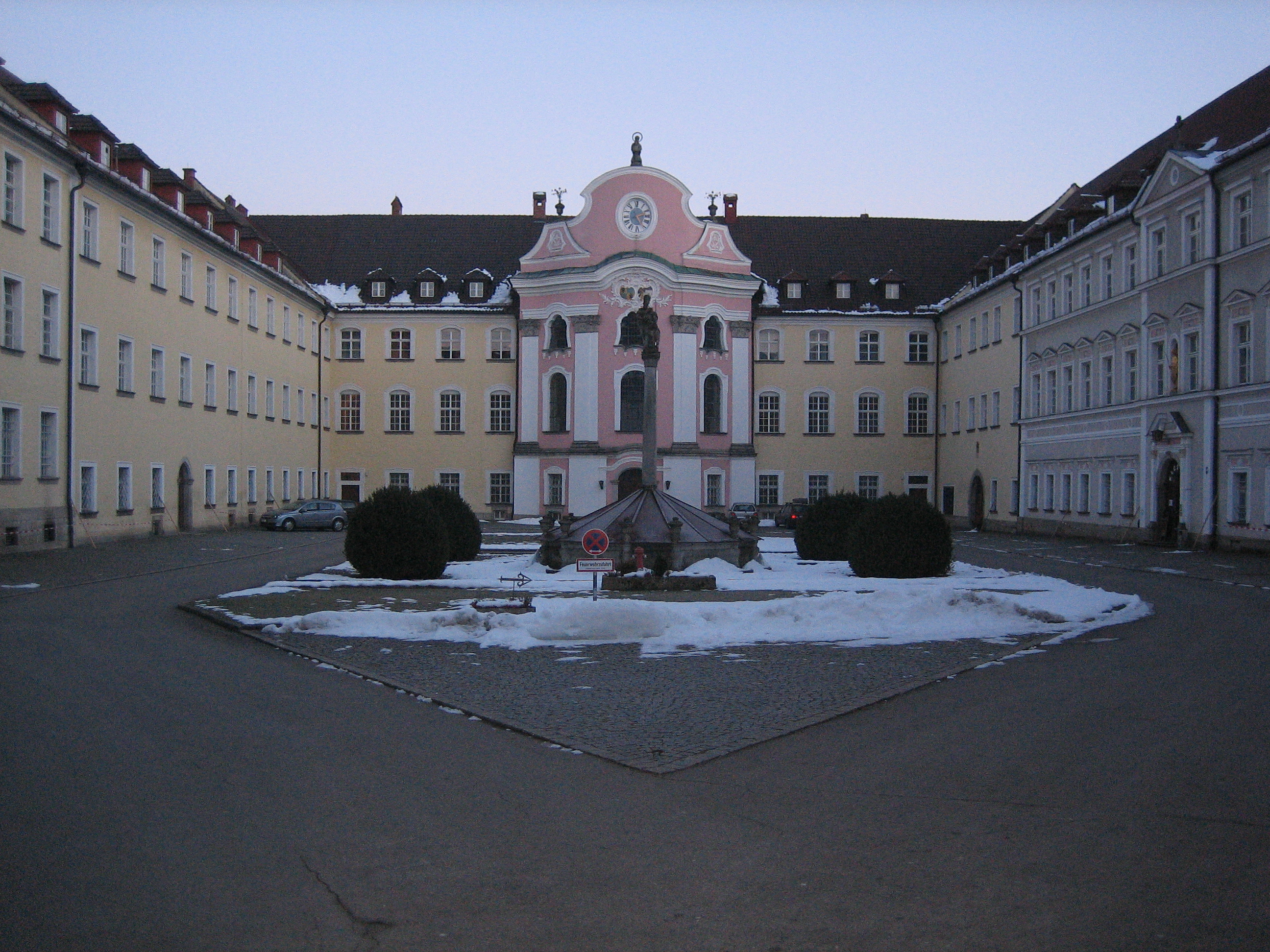
Cour d'Honneur de l'abbaye
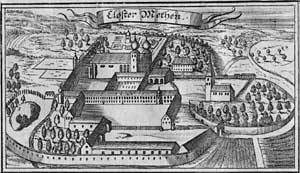
Gravure ancienne de l'abbaye (1687)